# Волошин Микола Анатолійович
Волошин Микола Анатолійович (21 травня 1955, Кривий Ріг — 23 липня 2017, Запоріжжя) — талановитий вчений, заслужений діяч науки і техніки України, академік міжнародної академії інтегративної антропології, перший віце-президент наукового Товариства анатомів, гістологів, ембріологів та топографоанатомів України, завідувач кафедри анатомії людини, топографічної анатомії та оперативної хірургії [Архівовано 30 червня 2018 у Wayback Machine.], доктор медичних наук, професор.
Arslonga, vitabrevis — Искусство вечно, жизнь коротка.

## Життєпис
Народився 21 травня 1955 року у місті Кривий Ріг на Дніпропетровщині.
В 1978 р. з відзнакою закінчив [Запорізький державний медичний інститут].
У 1978—1979 роках працював лікар-інтерном рентгенологом у Запорізькій обласній клінічній лікарні.
У 1979—1982 роках навчався в аспірантурі на кафедрі анатомії людини Запорізькою державного медичного інституту. Його науковим керівником була видатна особистість — професор Яхниця Олександр Гаврилович, перший завідувач кафедри нормальної анатомії і проректор Запорізького державного медичного інституту. (У 2011 році Микола Анатолійович організував і провів Міжнародну науково-практичну конференцію «Актуальні питання морфології», присвячену пам'яті його вчи- теля професора Яхниці Олександра Гавриловича з нагоди 90-річчя від дня народження.)
Після закінчення аспірантури у 1982 році Миколу Анатолійовича Волошина обирають асистентом кафедри анатомії людини. В 1983 році він успішно захистив кандидатську дисертацію у Кримському медичному інституті імені С. І. Георгієвського «Особливості морфогенезу тимуса в антенатальному і постнатальному періодах у нормі та після внутрішньоутробного введення антигену».
Микола Анатолійович з молоду вирізнявся не лише високою науковою допитливістю, а й роз-виненими організаторськими здібностями, тому впродовж 1985—1988 років був секретарем комітету комсомолу інституту. Організація творчих вечорів, виїзди на практику за кордон, будівельні загони, розбудова корпусів свого рідного інституту… Завжди Микола Анатолійович піклувався про рідний університет, зокрема на його території висадив дубовий гай.
Упродовж 1988—1990 років Волошин М. А. працював як молодший науковий співробітник у Центральній науково-дослідній лабораторії рідного інститут, де очолював імуноморфологічний відділ, активно працював над докторською дисертацією.
В 1990 році Микола Анатолійович успішно захистив докторську дисертацію в спеціалізованій раді Університету дружби народів імені Патріса Лумумби (Москва) «Закономірності будови і морфогенезу епітеліальних канальців вилочкової залози в ранньому постнатальному періоді» за двома спеціальностями: гістологія, цитологія і ембріологія та нормальна анатомія. Його науковими консультантами були корифеї морфології професор Ніна Олексіївна Юріна і професор Олександр Гаврилович Яхниця.
1991—1994 роки — професор кафедри анатомії людини та за сумісництвом завідувач Центральної науково-дослідної лабораторії, науковим напрямком якої стала імуноморфологія.
У 1992 році йому присвоєне вчене звання професора
З 1994 року по 2017 роки — завідувач кафедри нормальної анатомії людини, а з 2009 року — завідувач кафедри анатомії людини, топографічної анатомії та оперативної хірургії [Архівовано 30 червня 2018 у Wayback Machine.].
Упродовж 2001—2003 років був проректором з наукової роботи Запорізького державного медичного університету.
Професор Волошин М. А. став продовжувачем справ свого вчителя — професора О. Г. Яхниці [Архівовано 30 червня 2018 у Wayback Machine.].
02 жовтня 2020 року в день Вчителів, в ЗДМУ відбулася урочиста подія - вшанування засновників анатомічної школи університету, вчених, які стояли біля витоків створення кафедри нормальної анатомії (зараз вона є кафедрою анатомії людини, оперативної хірургії та топографічної анатомії) і розвивали її за своє життя - професорів Миколи Волошина та Олександра Яхніци. В честь видатних постатей на фасаді «Анатомічного корпусу» Запорізького державного медичного університету були відкриті пам'ятні меморіальні дошки.

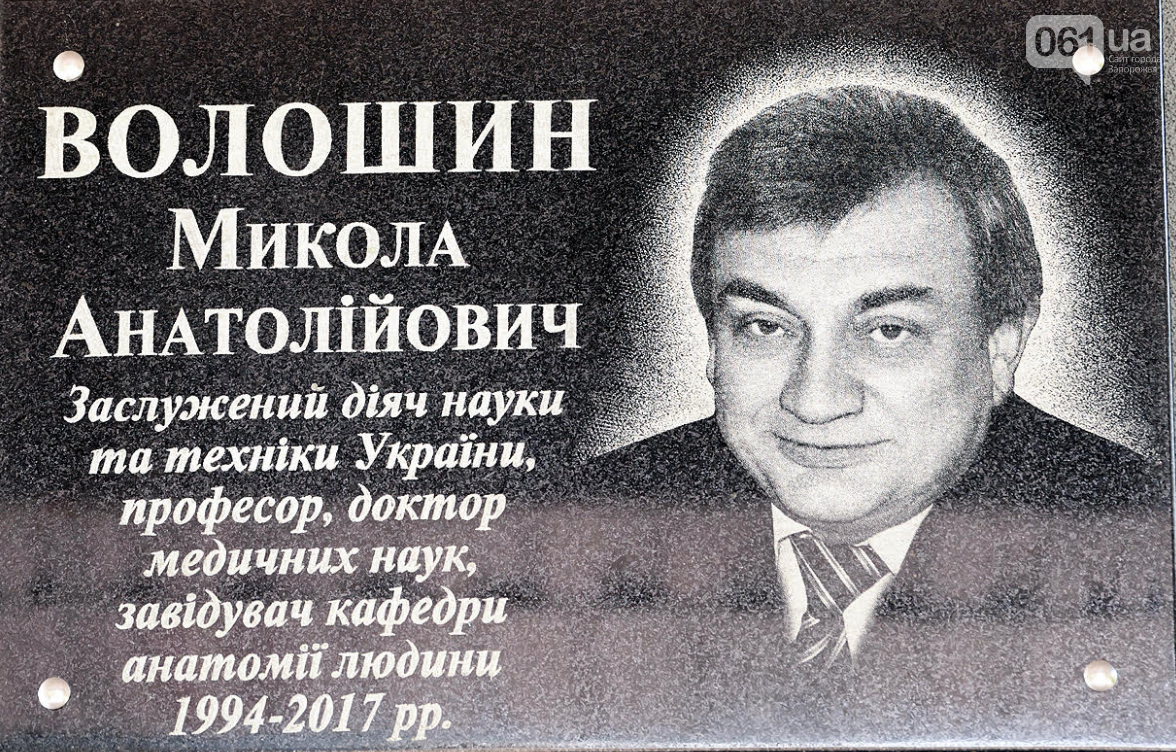
Мемориальная доска на корпусе "Анатомии" - Волошину Н.А.

Миколі Анатолійовичу були притаманні такі риси, як скромність, благородство та щирість душі, невичерпний оптимізм. Одночасно висока працездатність та вимогливість, в першу чергу до себе, діловитість, поважне та чуйне ставлення до підлеглих здобули Миколі Анатолійовичу заслужену повагу професорсько-викладацького складу, співробітників та студентів Запорізького державного медичного університету.
Anatomia Virgo Sancta Est

## Основні наукові напрямки роботи та досягнення, викладацька та наукова діяльність

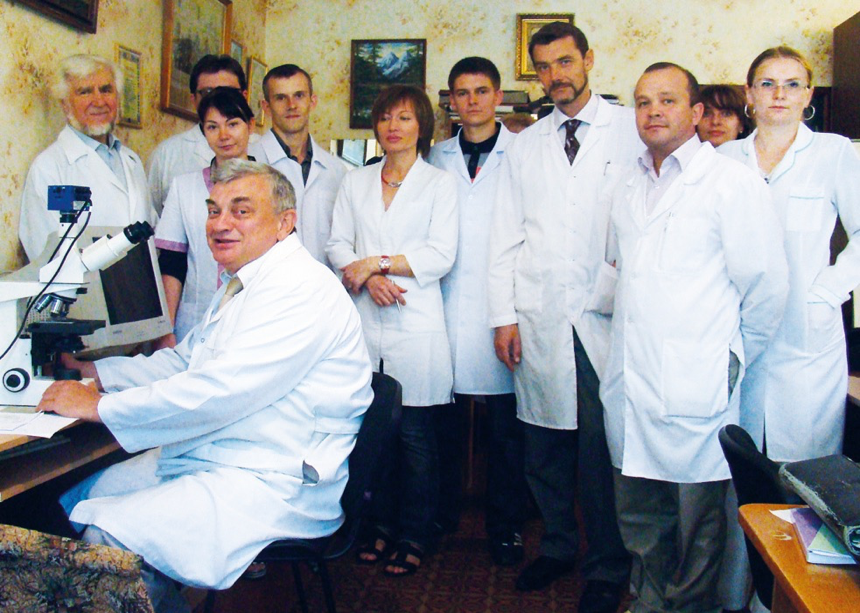
Учні професора М. А. Волошина, роботами яких підтверджена концепція про «Лімфоцит — як фактор морфогенезу»: асистент к.мед.н. Чугін С. В., асистент к.мед.н. Лазарик О. Л., асистент к.мед.н. Світлицький А. О., асистент к.мед.н. Федотченко А. В., асистент к.мед.н. Апт О. А., асистент Грінівецька Н. В., аспірант Абросімов Ю. Ю., доцент к.мед.н. Щербаков М. С., доцент к.мед.н. Вовченко М. Б., асистент Таланова О. С., асистент к.мед.н. Матвєйшина Т. М. (2013 р.).

Професор М. А. Волошин — член правління Українського товариства «АГЕТ [Архівовано 19 січня 2021 у Wayback Machine.]»(Наукове товариство анатомів, гістологів, ембріологів та топографоанатомів України) та очолював Запорізьке відділення [Архівовано 30 червня 2018 у Wayback Machine.], делегат Європейської Федерації експериментальної морфології (Женева).

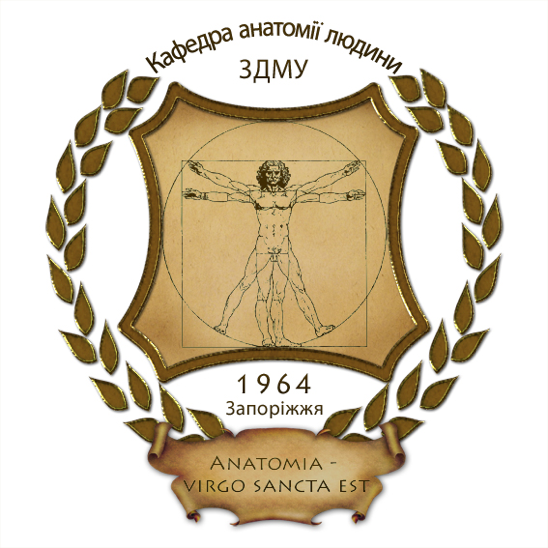
Герб кафедры Нормальной анатомии человека ЗГМУ, под ред. проф. Волошина Н. А.

Загальна кількість публікацій — 350, серед яких: Підручник «Анатомія людини»; монографії: «Тіотріазолін», «Метаболические кардиопротекторы: фармакологические свойства и применение в клинической практике», «Тиотриазолин, тиоцетам, тиодарон в практике врача», «Тимус новорожденных»;

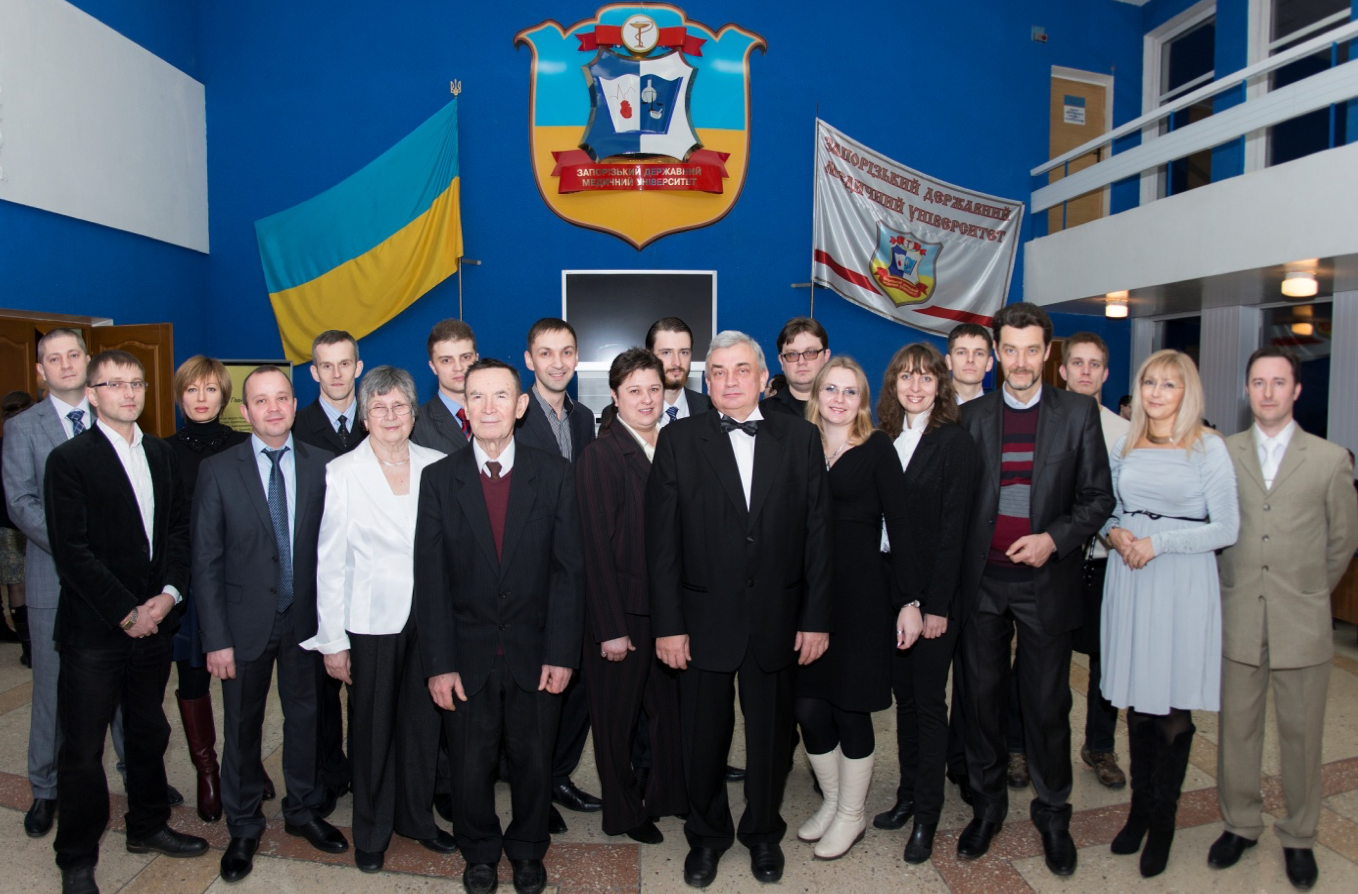
Вечер прощания с кафедрой анатомии (Проф. Волошин Н. А. и коллектив кафдры)

37 патентів та авторських свідоцтв, методичні рекомендації, затверджені ГФЦ МОЗ України «Морфологические исследования для оценки иммунотоксичности лекарственных средств».
Микола Анатолійович активно співпрацював з фармацевтами у створенні лікарських засобів. Для лікарів, науковців та студентів дуже цінними є його монографії: «Тіотріазолін», «Тиотриазо- лин, тиоцетам, тиодарон в практике врача», «Метаболитотропные препараты», «Тимус ново- рожденного», «Діагностика та лікування хворих на дисгормональні гіперплазії молочної залози», «Тиотриазолин в лечении и профилактике заболеваний сердечно-сосудистой системы». Він є автором численних методичних посібників і рекомендацій, зокрема: «Основи імунології та іму- номорфології», «Предраковое заболевание шейки матки», «Доклиническое иммуноморфологи- ческое исследование имунотоксического действия лекарственных средств», «Морфологические исследования для оценки иммунотоксичности лекарственных средств», що затверджені МОЗ України.
З 1991 року професор Волошин М. А. був ученим секретарем, а пізніше заступником голови спеціалізованої вченої ради Д 17.600.04 при Запорізькому державному медичному університеті, в якій захищено понад 200 докторських та кандидатських дисертацій. Упродовж 2000—2004 років він був членом спеціалізованої вченої ради при Кримському державному медичному університеті, а з 2010 року — член спеціалізованої вченої ради при Запорізькому державному універси- теті. Упродовж 2004—2010 років був експертом ВАК України.
Микола Анатолійович брав активну участь у підготовці та атестації науково-педагогічних кадрів вищої кваліфікації. Під керівництвом професора Волошина М. А. виконано  6 докторських та 40 кандидатських дисертацій. Продовжують працювати над виконанням дисертацій десять його учнів.
Професор Волошин М. А. був членом редакційної ради п'ятьох фахових журналів, в яких публікують морфологічні наукові роботи: «Український морфологічний журнал» (Луганськ), «Світ біології та медицини» (Полтава), «Таврійський медико-біологічний журнал» (Сімферополь), «Клінічна анатомія та оперативна хірургія» (Чернівці), «Науковий вісник Ужгородського універси- тету», серія «Медицина» (Ужгород).
Професор Волошин М. А. сформулював концепцію щодо лімфоцита як фактора морфогенезу органів і тканин та концепцію про розвиток вісцеромегалії у новонароджених після внутрішньоутробної дії чужорідних антигенів на лімфоїдну систему плода. Цей унікальний і актуальніший напрямок імуноморфології продовжують розвивати його учні та вже й учні учнів. Микола Анатолійович опублікував понад 350 наукових і навчально-методичних праць, 10 моно- графій, є автором 37 винаходів і патентів.
Професор Микола Анатолійович Волошин вперше описав ендокринні структури вилочкової залози (так звані епітеліальні канальці), обґрунтував концепції — «Лімфоцит як фактор морфогенезу органів і тканин» та «Закономірності розвитку вісцеромегалії у новонароджених після внутрішньоутробної дії чужорідних антигенів на лімфоїдну систему плоду».
В 2011 р. за видатні заслуги перед суспільством у сфері науки професору М. А. Волошину присвоєно почесне звання «Заслужений діяч науки і техніки України».

В 2014 р. виповнилося 50 років кафедрі анатомії людини, з приводу чого з 16 по 18 вересня 2015 року проведений VI конгрес анатомів, гістологів, ембріологів і топографоанатомів України під керівництвом професора Волошина. 
Aut bene, aut nihil — Или хорошо, или ничего

### Учні професора Миколи Волошина
к.мед.н. Іванов М. Є., к.мед.н. Новосьолова О. А.,к.мед.н. Щербаков М. С.,д.мед.н. Григор’єва О. А.,к.мед.н. Ель-Мерхі Фатіма, к.мед.н. Вовченко М. Б., к.мед.н. Світлицький А. О., к.мед.н. Тополенко Т. А.,к.мед.н. Чугін С. В.,к.мед.н. Лазарик О. Л., к.мед.н. Федотченко А. В., к.мед.н. Апт О. А., к.мед.н. Матвєйшина Т. М., к.мед.н. Абросімов Ю. Ю., к.мед.н. Грінівецька Н. В.
Всі, кому пощастило працювати або просто спілкуватися з Миколою Анатолійовичем, відзначають його харизму, що ґрунтується на втіленні свободи — у творчості, наставництві, в житті. Своїм прикладом Микола Анатолійович показував, що людина має бути вільною і цей життєвий принцип прийняли багато з його учнів і колег.

### Відеоматеріали
https://www.youtube.com/watch?v=EBqDr6xdnVo
https://www.youtube.com/watch?v=j7s7wt_0UgA&t=3s
https://www.youtube.com/watch?v=hgyboAKkq_Q
Vivere est cogitare- Жить значит мыслить.

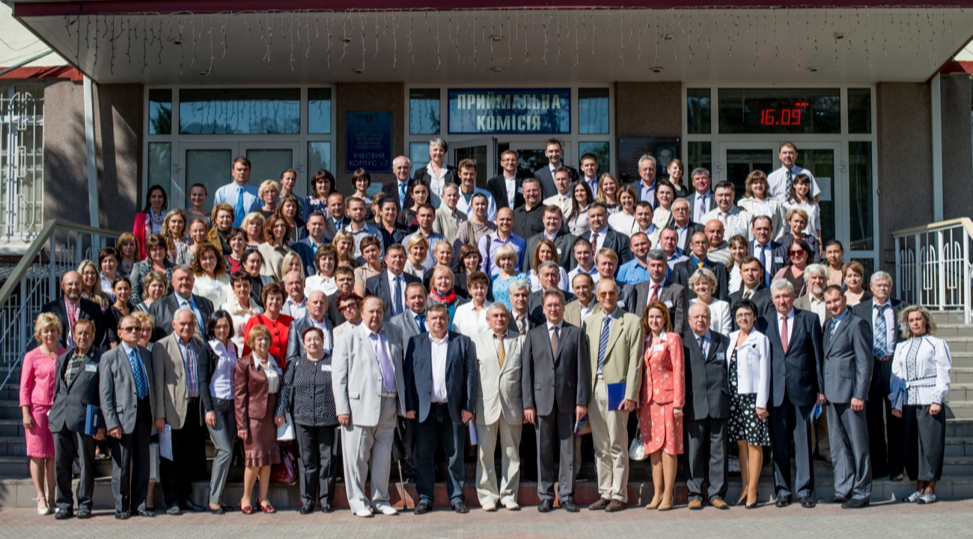
VI конгрес анатомів, гістологів, ембріологів і топографоанатомів України (проф. Волошин О. М.- головний організатор)

### Список найбільш вагомих наукових публікацій

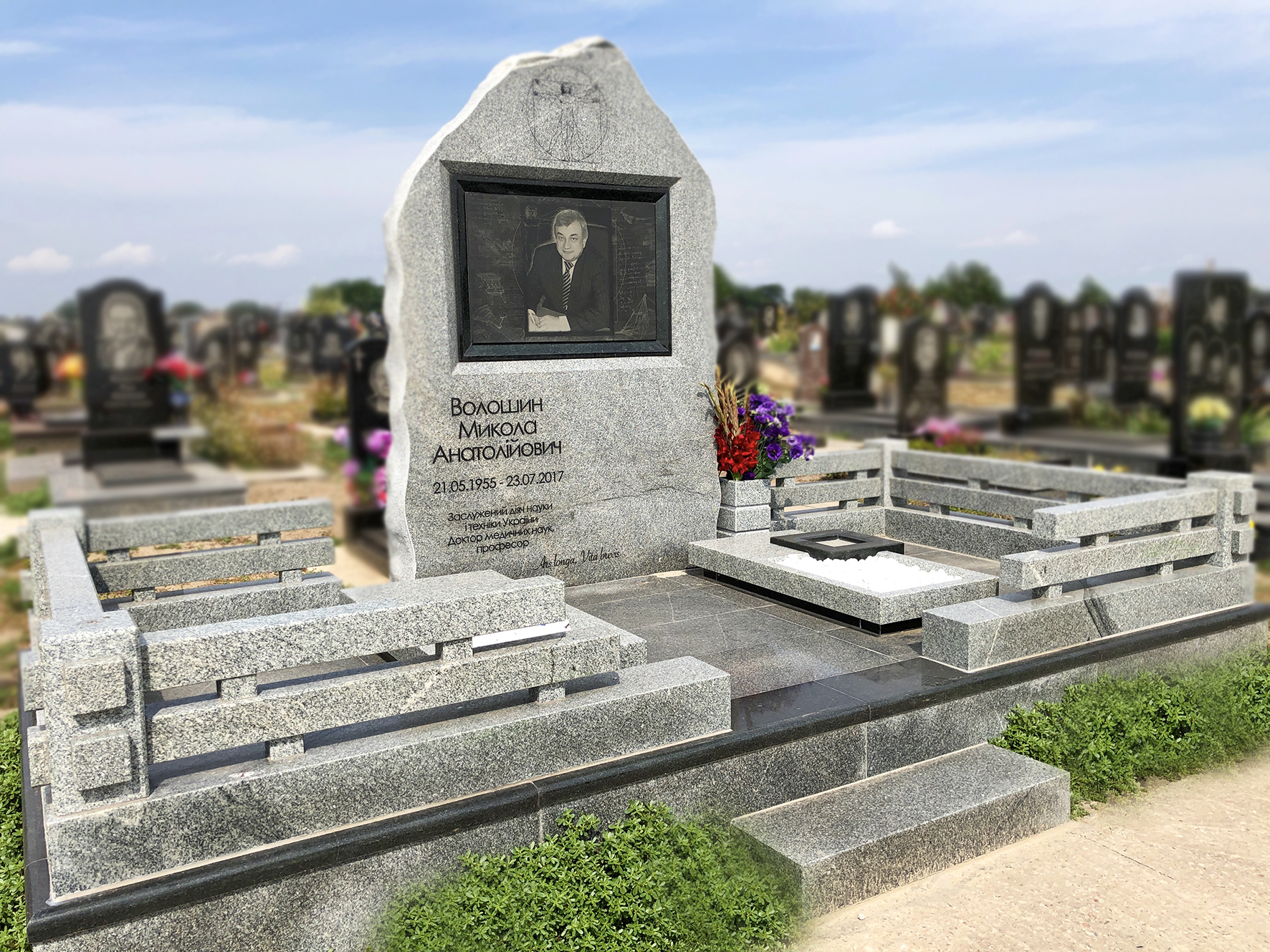
Меморіал професора Волошина Миколи Анатолійовича на Цвинтарі Святого Миколая в м. Запоріжжя

1. Анатомія людини / Бобрик І. І.,… Волошин М. А.).– 2007—2009.  — Т. 2, Т.3.- 327с.- (Рекомендовано ЦМК МОЗ України як підручник для студентів вищих медичних навчальних закладів IV рівня акредитації)
2. Мазур И. А., Волошин Н. А., Чекман И. С. и др. «Тиотриазолин  — фармакологические аспекты и клиническое применение».  — Запорожье-Львов: Наутилус, 2005.  — 146с.  — ISBN 966-8574-01-Х.
3. Метаболитотропные препараты / Мазур И. А., Чекман И. С., Беленичев И. Ф., Волошин Н. А. и др.– Запорожье, 2007.- 309 с.- ISBN 5-225-04144-2.
4. Волошин Н. А., Визир В. А., Волошина И.  Н.  Тиотриазолин, тиоцетам, тиодарон в практике врача.  — Запоріжжя, 2008.  — 224 с.
5. Волошина Н. Н., Волошин Н.  А.  Скрининг и профилактика рака шейки матки.  — Запорожье: Печатный мир, 2010.  — 155 с.  — ISBN 978-966-2333-03-9.
6. Волошин Н. А., Григорьева Е.  А.  Тимус новорожденных.  — Запоріжжя, 2011.  — 158 с.142 с.
7. Эпонимы в анатомии человека / Н.  А.  Волошин, Д.  В.  Мартынов, А.  А.  Светлицкий, А.  В.  Чернявский.  — Запорожье: Печатный мир, 2011.  — 116 с.  — ISBN 978-966-2333-04-6.
8. Волошин Н.  А.  Влияние антенатальной стимуляции на морфогенез тимуса и селезенки// Тез. ІІІ Респ. науч.конф. молодых ученых медиков по актуальным вопросам кардиологии, иммунологиии неотложной хирургии. Черновцы,1981.-С.209.
9. Voloshin N.A., Karzov M.V., TkachenkoY. P. ThymalinuseinThymomegaliaTherapy// Abs. «Rehabilitationofimmunesystem»: Thefirst conference of rehabilitation of immune system. Tsraltubo, 1992.-P.71.
10. HumanAnatomyvol. 2./ VoloshynM.A., KoveshnikovV.G., KostilenkoU.P., LuzinV.I.// Lugansk: «Шико», тов. «Віртуальна реальність», 2006.
11. Анатомія людини т.2/ Під. ред. Ковешнікова В. Г. / Волошин М. А., Ковешніков В. Г., Костиленко Ю. П., Лузін В. І.// Луганськ: вид-во «Шико», тов. «Віртуальна реальність», 2007, Т.2.- 260 с.
12. Волошина Н. М., Волошин М.  А.  Скринінг і профилактика рака шийки матки// Запорожье: вид-во «Печатный мир», 2010.- 155с.
13. VoloshynN.A., GrygoryevaE.A.Immune system as the mainconductor of  morphogenesis//Joint meeting of anatomical societies. Bursa-Turkey, 19-20 May 2011
14. Voloshyn M., Vizir V., Voloshyna I. Circulating cd34 positive cell number is associated with endothelin-1 and transforming growth factor beta-1// Journal of Hypertension, Vol 30, e-Supplement A, April 2012.-P.481.
15. 50 років Запорізькому товариству анатомів, гістологів, ембріологів та топографоанатомів/ Колесник Ю. М., Волошин М. А., Сирцов В. К., Григор'єва О. А., Кущ О. Г. //Зб. тез доп. VIконгресу АГЕТ України, «Актуальні питання анатомії, гістології, ембріології та топографічної анатомії», Запоріжжя, 2015.- С.109-112.

День прожит зря, если ничего не сделано для бессмертия (проф. Волошин Н. А.)